# Дермоидная киста
Киста́ дермо́идная (англ. dermoid cyst), дермо́ид (англ. dermoid) — доброкачественная опухоль, тератома в виде кисты, развивающаяся при нарушениях бласто- и эмбриогенеза. Иногда появление дермоидной кисты бывает связано с травмой.
Лечение хирургическое.